# TV Centro América Tangará da Serra
TV Centro América Tangará da Serra é uma emissora de televisão brasileira sediada em Tangará da Serra, cidade do estado do Mato Grosso. Opera no canal 13 (36 UHF digital), e é afiliada à TV Globo. A emissora faz parte da TV Centro América, rede de televisão componente da Rede Matogrossense de Comunicação, e é a única microgeradora da rede, tendo seu sinal restrito a Tangará da Serra e áreas próximas.

## História
A emissora foi fundada em 8 de fevereiro de 1991 como TV Terra, sendo afiliada à Rede Manchete. Era componente da Rede Pantanal de Televisão, pertencente ao deputado federal Elvis Antônio Klauk, que era composta também por mais duas emissoras de televisão no interior do estado, afiliadas à Rede Manchete: a TV Vale do Jauru, de Mirassol d'Oeste, e a TV Pantanal, de Cáceres. Em 1997, foi adquirida pela Rede Matogrossense de Televisão e tornou-se afiliada à Rede Globo em 11 de dezembro. Em 2001, passou a se chamar TV Centro América Tangará da Serra.
Em 15 de outubro de 2014 um temporal atingiu a cidade de Tangará da Serra, com ventos que chegaram a 140 km/h, causando grandes estragos em inúmeros estabelecimentos residenciais e comerciais. A torre de transmissão da TV Centro América não resistiu aos ventos fortes e caiu, deixando o canal fora do ar na região. A transmissão foi retomada logo na manhã do dia seguinte, em baixa potência, de maneira provisória. Já o sinal digital da TV Centro América ficou comprometido e os telespectadores tiveram dificuldade de recepção enquanto uma nova torre, mais moderna e resistente, estava sendo montada. A construção de uma nova estrutura já estava prevista desde o início dos testes do sinal digital, em 2013.

## Sinal digital
| Canal virtual | Canal digital | Resolução de tela | Programação                                                    |
| ------------- | ------------- | ----------------- | -------------------------------------------------------------- |
| 13.1          | 36 UHF        | 1080i             | Programação da TV Centro América Tangará da Serra / Rede Globo |

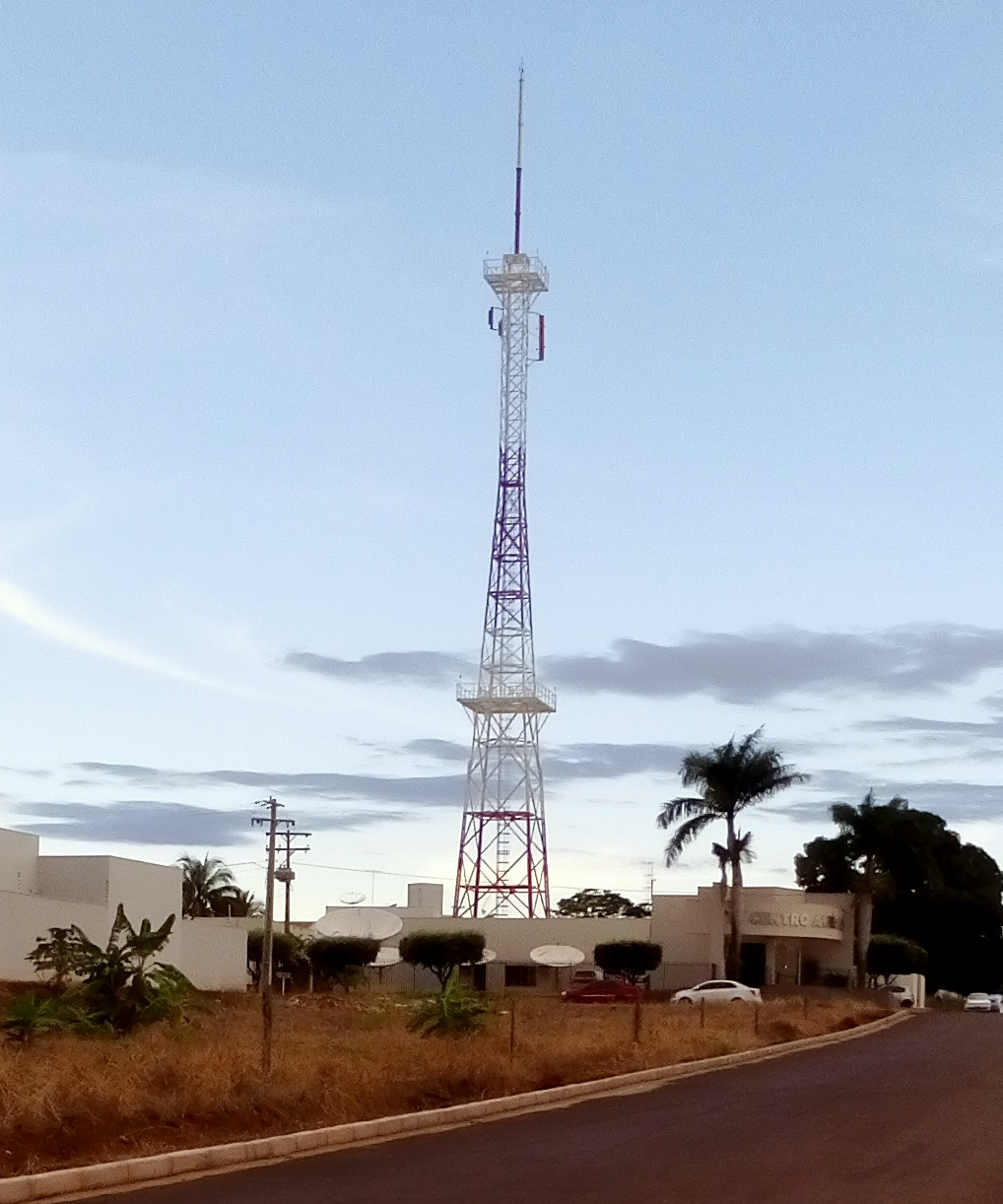
Sede da TV Centro América, no bairro Acácia, em Tangará da Serra.

Em 7 de fevereiro de 2014 tornou-se a primeira emissora a implantar o sinal digital em HDTV no interior de Mato Grosso. O processo de implantação, porém, foi iniciado dois anos antes, com a troca de câmeras e equipamentos, preparação da equipe e uma reestruturação no prédio da emissora. Os testes de transmissão iniciaram em novembro de 2013 e duraram três meses, tempo suficiente para efetuar os devidos ajustes no sinal e implantar o Guia Eletrônico de Programação, enquanto os telespectadores já poderiam desfrutar das imagens em alta definição.
Transição para o sinal digital
Com base no decreto de transição das emissoras de TV brasileiras do sinal analógico para o digital, as emissoras de Tangará da Serra, irão cessar suas transmissões pelo canal 13 VHF em 31 de dezembro de 2023, seguindo o cronograma oficial da ANATEL. No entanto, a emissora decidiu desligar seu sinal analógico em 31 de julho de 2022, cumprindo a ordem da TV Centro América de desligar o sinal analógico em algumas cidades.